# Carrickmacross
Carrickmacross (Irsk: Carraig Mhacaire Rois) er en irsk by i County Monaghan i provinsen Ulster, i den nordlige del af Republikken Irland med en befolkning (inkl. opland) på 4.387 indb. i 2006 (3.832 i 2002) 